# 农民共和国

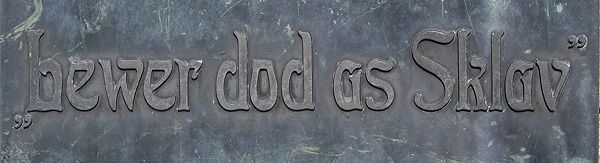
吕斯特林根弗里斯兰人的口号：“宁为死，不为奴！”

农民共和国（德語：Bauernrepublik），是一种中世纪欧洲（尤其是神圣罗马帝国和北欧）部分地区的农村社会的政治统治模式。在这些地区，王室、贵族和教会权力往往异常薄弱甚至不存在，使得当地农民能够享有高度自治。通常，农民共和国位于偏远且难以到达的地方（如岛屿、沼泽和山谷），外部地方对这些地区难以进行干预，而且通常这些地区过于贫穷，无法吸引注意。

## 例子

### 弗里斯兰和下易北河谷
“农民共和国”这一术语主要用于描述一些弗里斯兰人和撒克逊人定居的地区，并被视为“弗里斯兰自由”理想的实现。这类例子包括布特亚丁根、施塔德兰、施泰丁根、武尔斯滕地区、哈代尔恩地区以及迪特马尔申。这些地区的共同特点是：土地常年受到洪水威胁，人们必须通过集体协作修建和维护堤坝，以防水患。
弗里斯兰人和撒克逊人的定居区通常拥有以下特点：村庄的地方自治会通过一个更高层级的地区自治加以补充。堂区是日常生活的中心，其自治性也是由这里发展而来的。连接堂区与更大范围地方共同体的纽带是由多个堂区组成的“地方区”（德語：fiardandel）。这些享有高度自治权的地方区，保留了13世纪初之前旧有的“收税人辖区”传统：原本的 scelta 或 bonnere（即负责领导这些辖区的人），后来发展为 orator（演说家）、kok（发言人）或 hodere（戴帽者）；在西弗里斯兰语中则被称作 grietmann。一个地方区包含12个 Kluften，每三个 Kluften 组成一个农民社团，因此一个地方区由四个农民社团组成。而每个农民社团又由若干所谓家庭集团（德語：Fründschoppen）组成。只要这些地方自治组织足够具有生命力与抵抗能力，通常不会发展出类似于“土地议会”或“地方会议”那样的政治机构与单位，也不会出现对这些结构的上层政治整合。
农民共和国的原始形态在亚德河以西以及威悉河口以北广阔的酸沼地区最为持久地保存下来。在这些偏远地区，长期以来由选举产生的雷德耶韦（意为执政官或裁判官）进行统治，他们主持法庭，维护法律与秩序。吕斯特林根地区的雷德耶韦的职责依据的是《亚德之书》。在易北河以北地区，与之相对应的是 Hertoge（统帅）和 Overbode（军事首领与最高法官）。

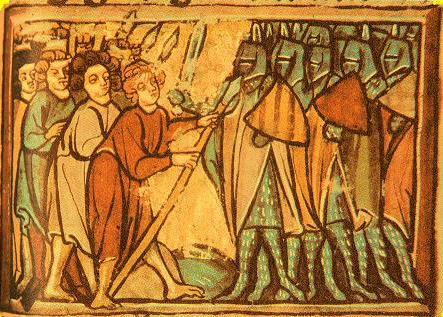
描述了1234年阿尔泰内施战役的历史描绘，不莱梅大主教和奥尔登堡伯爵在此役中击败了施泰丁根人

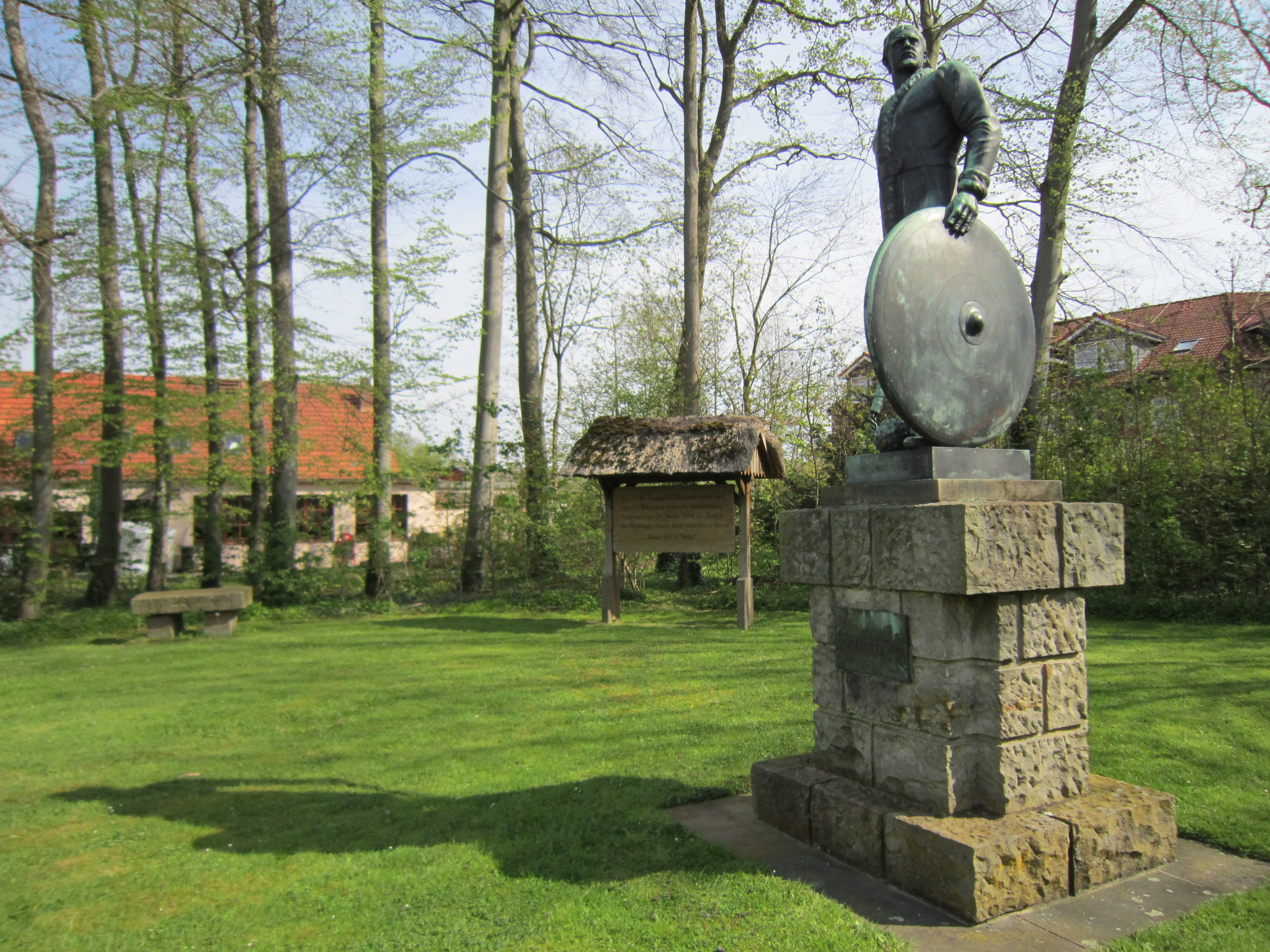
罗登基兴的纪念地，1514年，吕斯特林根的弗里斯兰人在此地被彻底镇压

雷德耶韦这一职务是13世纪地方公社高度发展的体现。1220年，不来梅城与吕斯特林根缔结的协议中首次提到了一个由集体组成的领导机构，即“该地的十六位誓约人”（拉丁語：sedecim coniurati de terra）。在拉丁语文献中，这些人被称作“coniurati”或“consules”，而在弗里斯兰语文本中则被称为“redieven”，即顾问。这一职务每年更换，可以通过选举产生，也可以在各个庄园之间轮换；它是以公社为核心的合作制宪政结构中的一部分。
自由农民共和国的衰亡，一方面源于本地大农场主与首领的权力野心，另一方面则受到邻近领主势力的侵蚀。各个农民共和国内部及其相互之间的社会关系并非处处和谐：在中世纪的弗里斯兰，一大特点是这个地区分裂为许多小型的农民共和国，它们之间常常处于敌对状态。通婚、继承与私战造成了庄园主之间的“自然淘汰”，使得统治权逐渐集中到所谓的“首领”（Häuptlinge）手中。15世纪，东弗里斯兰（以及一段时间内的西弗里斯兰）的多个农民共和国逐渐被出自西克塞纳家族的首领统一。在乌尔里希一世的统治下，东弗里斯兰于1464年成为帝国伯国；而西弗里斯兰则在这一时期归于勃艮第行政圈，并于1648年随尼德兰七省共和国的建立，最终脱离了神圣罗马帝国。
经历两场战斗后，施泰丁根人于1234年的阿尔泰内施战役后被迫臣服于不来梅大主教和奥尔登堡伯爵。不来梅还相继征服了凯丁根、阿尔特斯兰，最终于1524年将武尔斯滕地区也纳入统治。在与不来梅人的长期斗争后，奥尔登堡于1514年将布特亚丁根和施泰丁根收入囊中。哈代尔恩地区的农民则较为幸运，他们在13世纪归于较为软弱的萨克森-劳恩堡公国统治之下，从而得以长期保留他们以合作制度为基础的自治结构，直到19世纪晚期。

### 斯堪的纳维亚
斯堪的纳维亚的一些共同体也被称为农民共和国。例如，12世纪以前的冰岛就属于这种类型。一些历史学者认为，在1361年遭遇丹麦人入侵之前，哥得兰岛也是一个农民共和国。

### 阿尔卑斯山区
瑞士的发展与弗里斯兰存在诸多相似之处：在格拉鲁斯、乌里、施维茨和翁特瓦尔登，真正掌握国家权力的是州民大会。由六十名男子组成的议会则是执行机构。这些自由的阿尔卑斯农民社区虽与一些城市结成邦联，而这些城市中有的并不具备民主宪政体制，但彼此间的联系相当松散，因此城市中的政体并未对这些农民社区的内部事务造成实质影响。这些农民在与诸侯和贵族统治的斗争中取得了最辉煌的胜利。在瑞士邦联中，自由农民的主导地位一直持续到18世纪末。
布雷根茨林山地区宣传，在其境内于中世纪晚期至近代早期曾存在一个农民共和国，拥有“自主的地方公社、自己的宪章（地方习法）和司法权”。然而，马蒂亚斯·莫斯布尔格在其博士论文中指出，这一农村共同体的形成及其地方结构的设计主要是出于哈布斯堡王朝统治利益的需要。